# Дежу, Клод
Клод Дежу (фр. Claude Dejoux; 23 января 1732[…], Vadans — 18 октября 1816[…], Париж) — французский скульптор.

## Биография

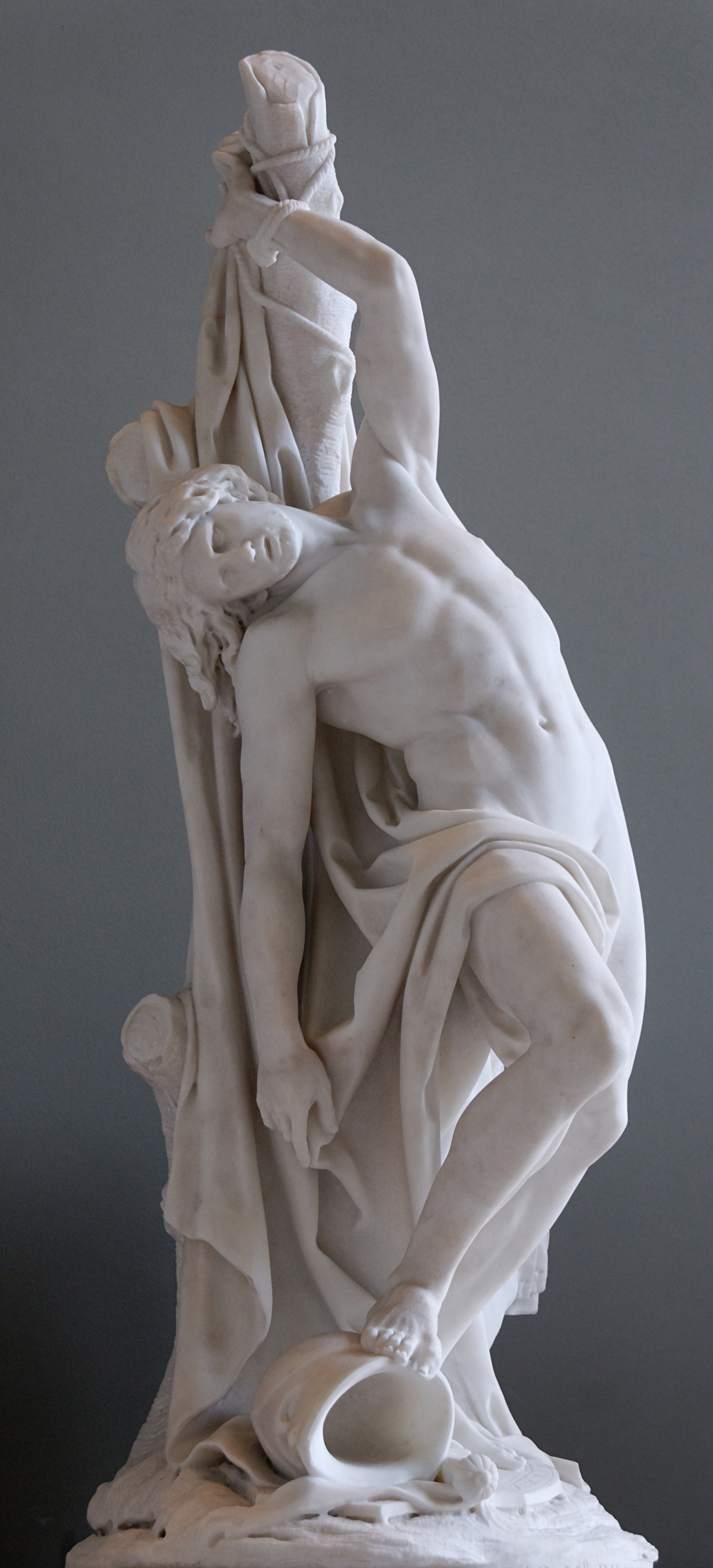
Святой Себастьян, 1779, мрамор, Лувр

Родился в 1732 году на западе Франции в маленькой деревне во Франш-Конте. Учился сперва в Академии живописи и скульптуры Марселя, где получил вторую премию Академии, а затем в Париже, в мастерской у Гийома Кусту-младшего, где познакомился со скульптором Пьером Жюльеном. В 1768 году Дежу и Жюльен вместе отправились в Рим, где провели некоторое время.
В 1779 году Дежу стал действительным членом Королевской академии живописи и скульптуры, представив в качестве вступительной работы мраморную статую Святого Себастьяна. Регулярно выставлял свои работы на ежегодном Парижском салоне. Участвовал в создании скульптурного убранства Бурбонского дворца, церкви Святой Женевьевы и павильона Флоры Лувра.
В 1795 году стал действительным членом Академии изящных искусств Франции по секции скульптуры. В том же году был назначен на должность хранителя парковых скульптур Версаля и Тюильри.
В 1806 году стал профессором Высшей школы изящных искусств в Париже. Среди учеников Дежу были скульпторы Давид д’Анже, Франсуа Фредерик Лемо и Шарль Рене Летье, медальер Никола Пьер Тиолье и другие.
Скончался Дежу в 1816 году в Париже и был похоронен на кладбище Пер-Лашез (в 1847 году прах был перезахоронен на кладбище Монмартр).

## Галерея

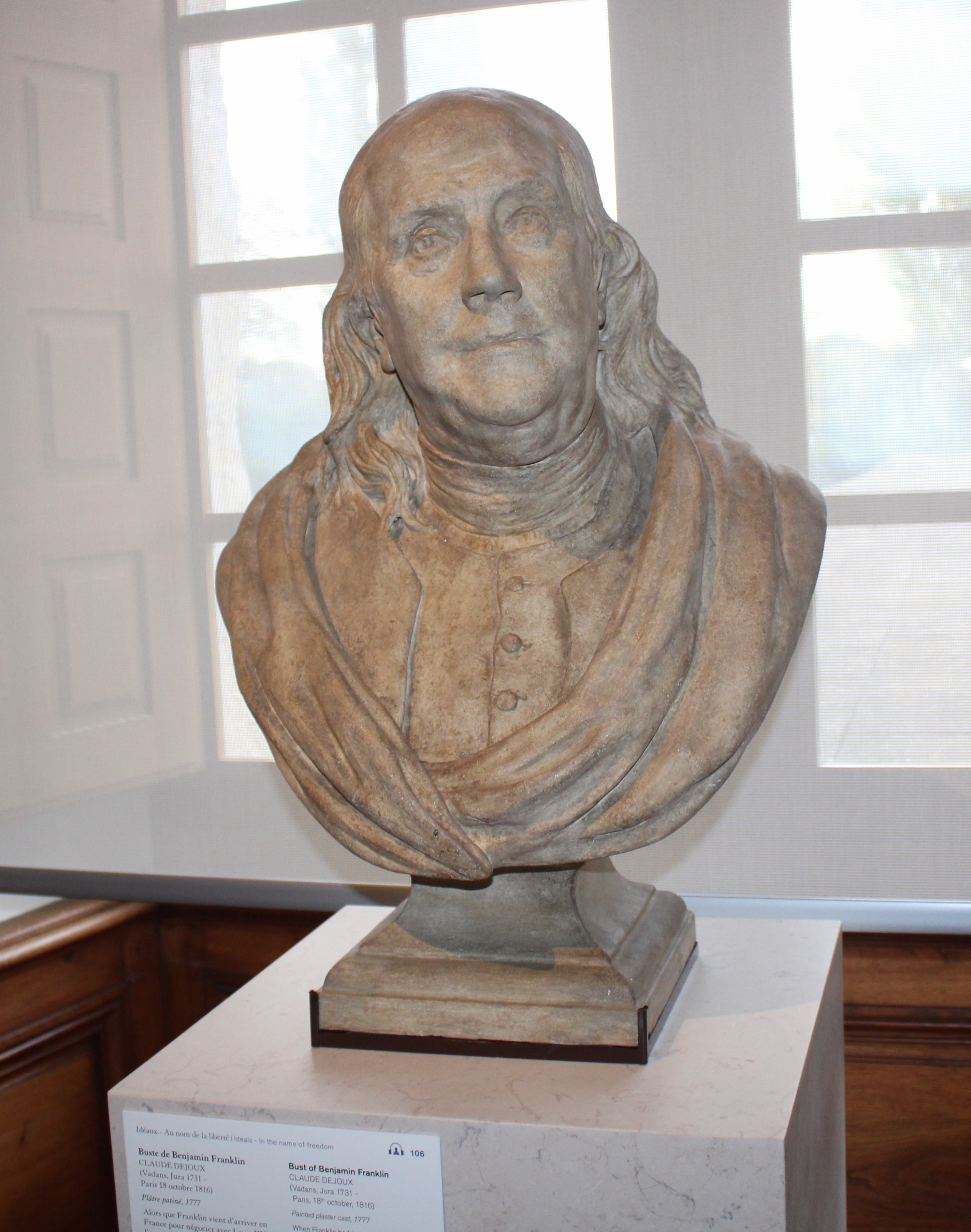
Бенджамин Франклин. Франко-американский музей в замке Блеранкур, Блеранкур
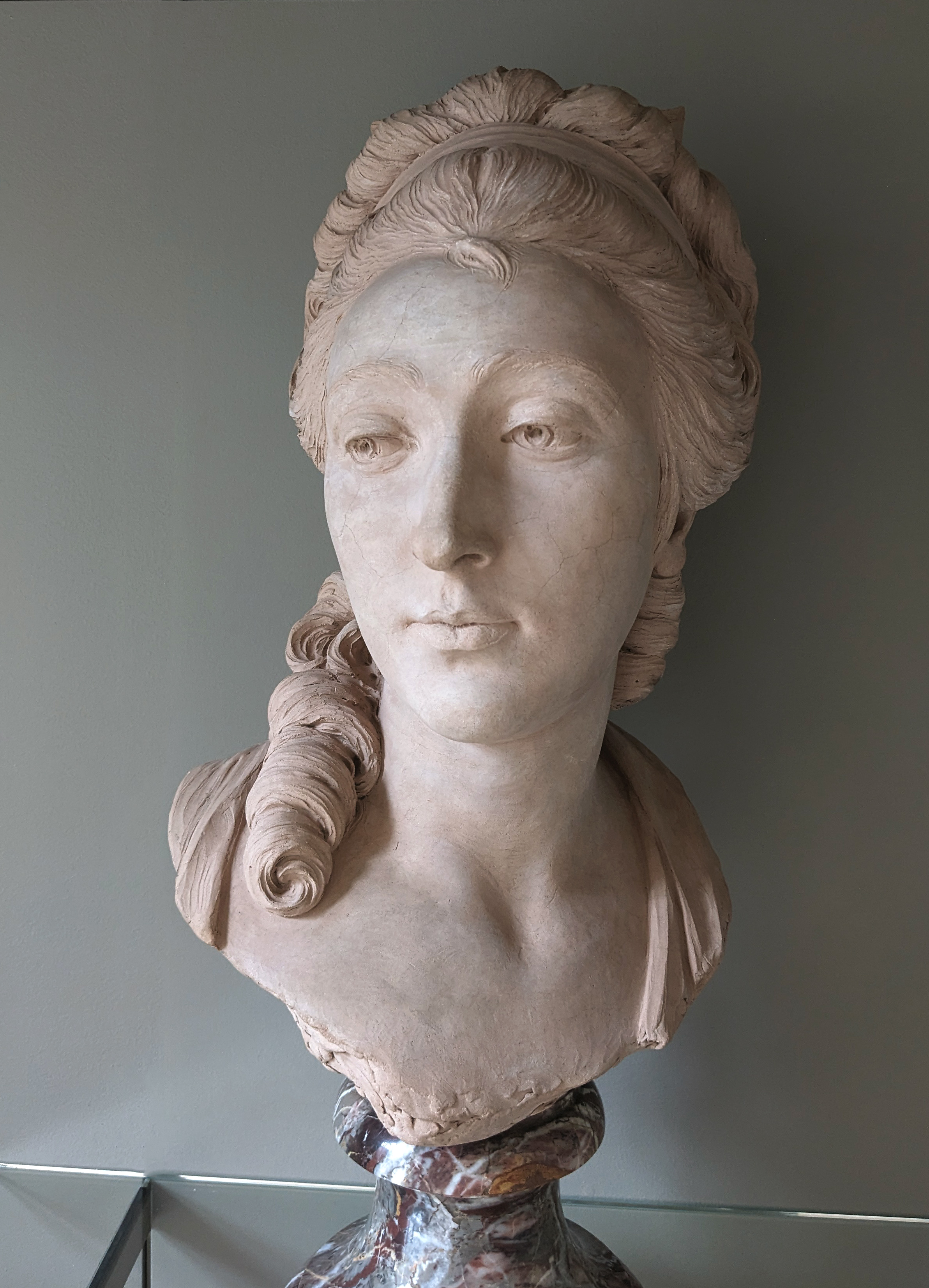
Принцесса Монако, затем принцесса Конде Мария Катерина Бриньоле-Сале. Терракота, Лувр
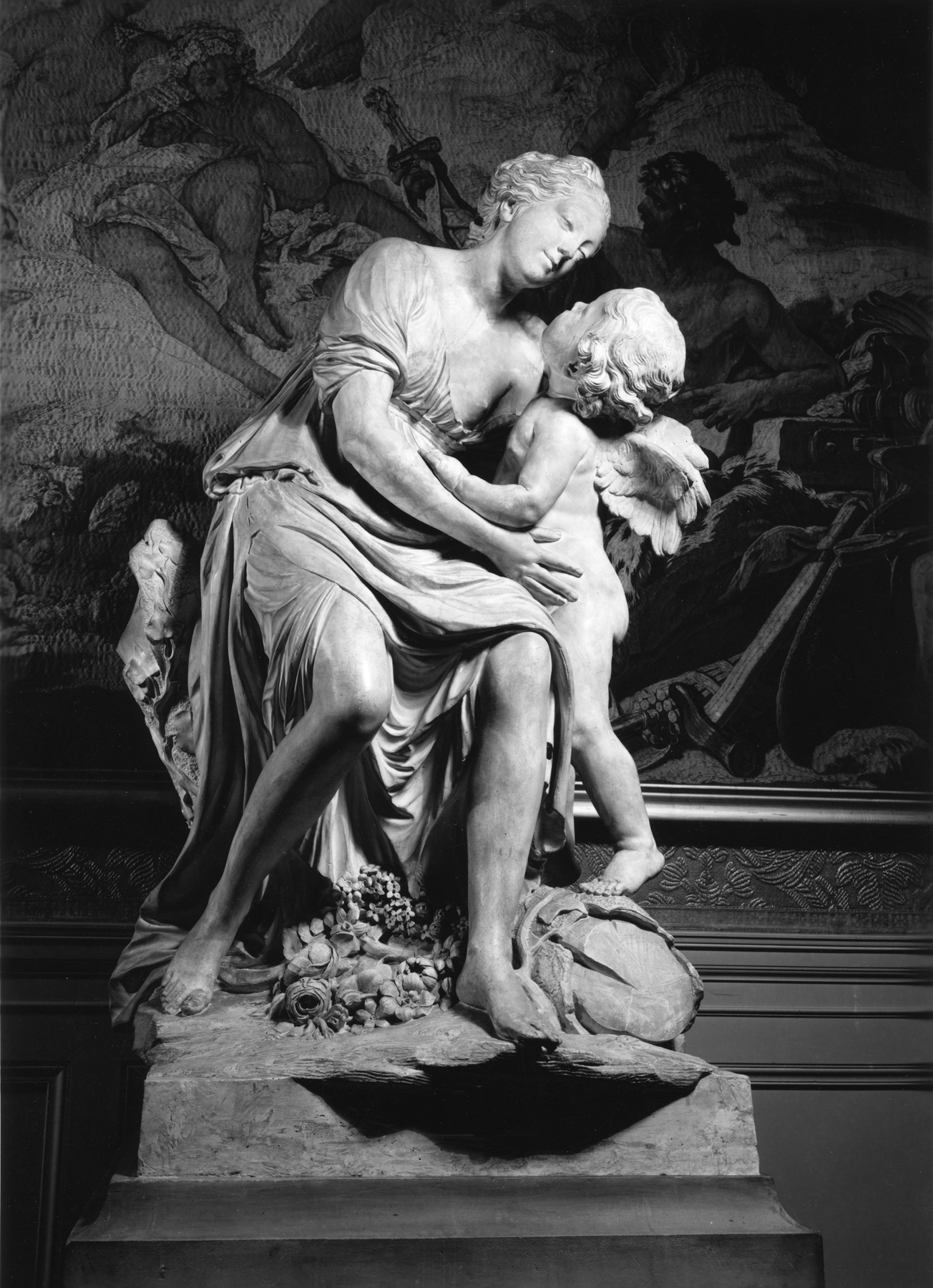
«Любовь и Дружба». Художественный музей Уолтерса, Балтимор